# Chalcodrya nigricorne
Chalcodrya nigricorne is een keversoort uit de familie Chalcodryidae. De wetenschappelijke naam van de soort is voor het eerst geldig gepubliceerd in 1880 door Broun.